# Apicia cayennaria
Apicia cayennaria là một loài bướm đêm trong họ Geometridae.